# Mirage (Fleetwood Mac)
Mirage è il tredicesimo album in studio dei Fleetwood Mac, uscito il 2 luglio 1982. Caratterizzato da un sound pop-oriented, si discosta nettamente dal precedente Tusk, lavoro più sperimentale.

## Tracce
1. Love in Store (Christine McVie, Jim Recor) – 3:14
2. Can't Go Back (Lindsey Buckingham) – 2:42
3. That's Alright (Stevie Nicks) – 3:09
4. Book of Love (Buckingham, Richard Dashut) – 3:21
5. Gypsy (Nicks) – 4:24
6. Only Over You (C. McVie) – 4:08
7. Empire State (Buckingham, Dashut) – 2:51
8. Straight Back (Nicks) – 4:17
9. Hold Me (McVie, Robbie Patton) – 3:44
10. Oh Diane (Buckingham, Dashut) – 2:33
11. Eyes of the World (Buckingham) – 3:44
12. Wish You Were Here (C. McVie, Colin Allen) – 4:45

## Formazione
- Lindsey Buckingham - voce e chitarra
- Mick Fleetwood - batteria e percussioni
- John McVie - basso
- Stevie Nicks - voce
- Christine McVie - voce e tastiera